# Route nationale 81 (Belgique)
Pour les articles homonymes, voir Route nationale 81.
La route nationale 81 est une route nationale de Belgique qui relie Arlon à Messancy, puis est prolongée par l'autoroute A28 à Longeau, jusqu'au poste-frontière d'Aubange où elle est connectée à la RN 52, en France.
Jusqu'à l'achèvement de l'A28 et sa connexion avec l'autoroute A4, la N81 fait partie de l'itinéraire de la route européenne 411 reliant Bruxelles à l'autoroute française A31 à partir de la sortie 32 (Weyler), desservant au passage l'agglomération transfrontalière du pôle européen de développement et ses 150 000 habitants sur un axe nord/sud.
D'une longueur de 11,6 kilomètres, elle est à deux fois une voie depuis le centre d'Arlon jusqu'à l'échangeur de Weyler avec l'A4, où elle passe à deux fois deux voies avec berme centrale jusqu'à devenir l'A28 vers la France.

## Historique

### Origines
Après l'indépendance de la Belgique le 4 octobre 1830, la région appartient encore officiellement au grand-duché de Luxembourg. Lorsque les grandes puissances reconnaissent le nouvel état belge et définissent ses frontières lors de la conférence de Londres, elles se basent sur le tracé de la route reliant Metz à Liège et passant alors par Messancy et Arlon, pour établir la future frontière entre la Belgique et le Luxembourg. Le ministre plénipotentiaire français, Charles-Maurice de Talleyrand-Périgord insiste en effet pour que celle-ci demeure belge et non luxembourgeoise dans le but de la soustraire à l'influence de la confédération germanique, dont le grand-duché de Luxembourg était un État-membre.
La description de cette frontière est à trouver dans l'article 2 du traité des XXVII articles, signé le 15 novembre 1831 :

« Dans le grand-duché de Luxembourg, les limites du territoire belge seront telles qu'elles vont être décrites ci-dessous :
À partir de la frontière de France entre Rodange, qui restera au grand-duché de Luxembourg, et Athus, qui appartiendra à la Belgique, il sera tiré, d'après la carte ci-jointe, une ligne qui, laissant à la Belgique la route d'Arlon à Longwy, la ville d'Arlon avec sa banlieue, et la route d'Arlon à Bastogne, passera entre Messancy, qui sera sur le territoire belge, et Clémency, qui restera au grand-duché de Luxembourg, pour aboutir à Steinfort, lequel endroit restera également au grand-duché. (...) »

En 1846, une nouvelle route est construite pour relier Arlon à Longwy reprenant grosso modo le futur tracé de la route nationale 883 puis de la N81.

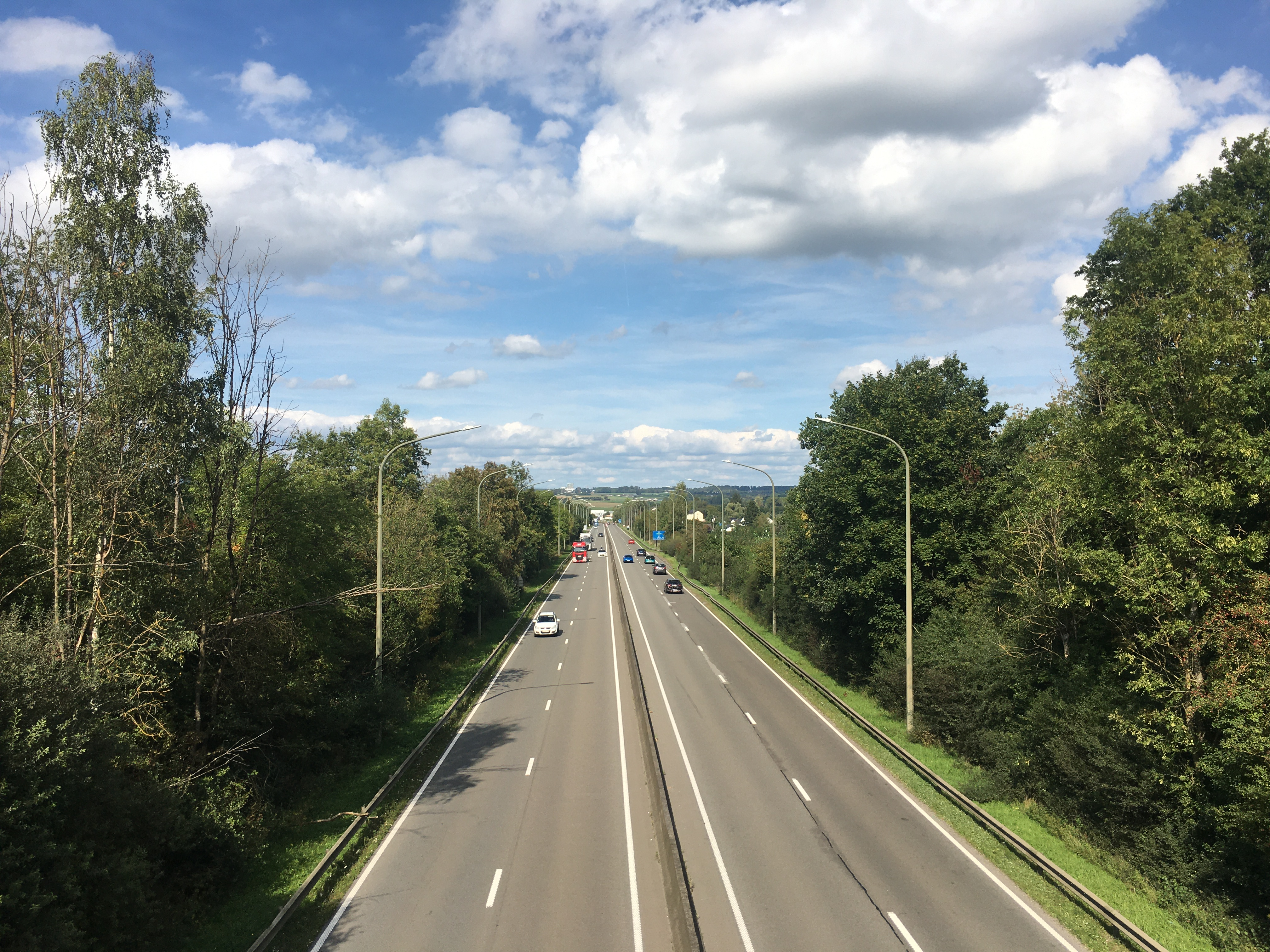
Le contournement de Messancy sur 4 voies fut inauguré en 1971 et connecte la N81 à l'autoroute A28 en empruntant le tronçon de la E411.

### Modernisation
En 1971, le contournement de Messancy sur quatre voies est inauguré , offrant une alternative à la route nationale 883 venant d'Aubange et qui traverse le village vers Arlon, offrant ainsi un nouveau tronçon à la N81 depuis le croisement avec la route des Ardennes jusqu'à sa connexion avec l'autoroute A28 à Longeau.
En octobre 1974, l'enseigne Carrefour inaugure l'un des premiers hypermarchés de la région qui s'installe le long de la N81. Il deviendra le shopping Cora actuel, situé sur le zoning industriel et commercial du Triangle.
A la fin des années 1990, la N81 est « sécurisée » par cinq carrefours giratoires entre Messancy et la sortie 32 (Weyler) de l'autoroute A4, qui en comporte deux.
Le vendredi 11 avril 2014, un radar automatique est installé en face de l'institut de Differt, vers Athus.

## Description du tracé

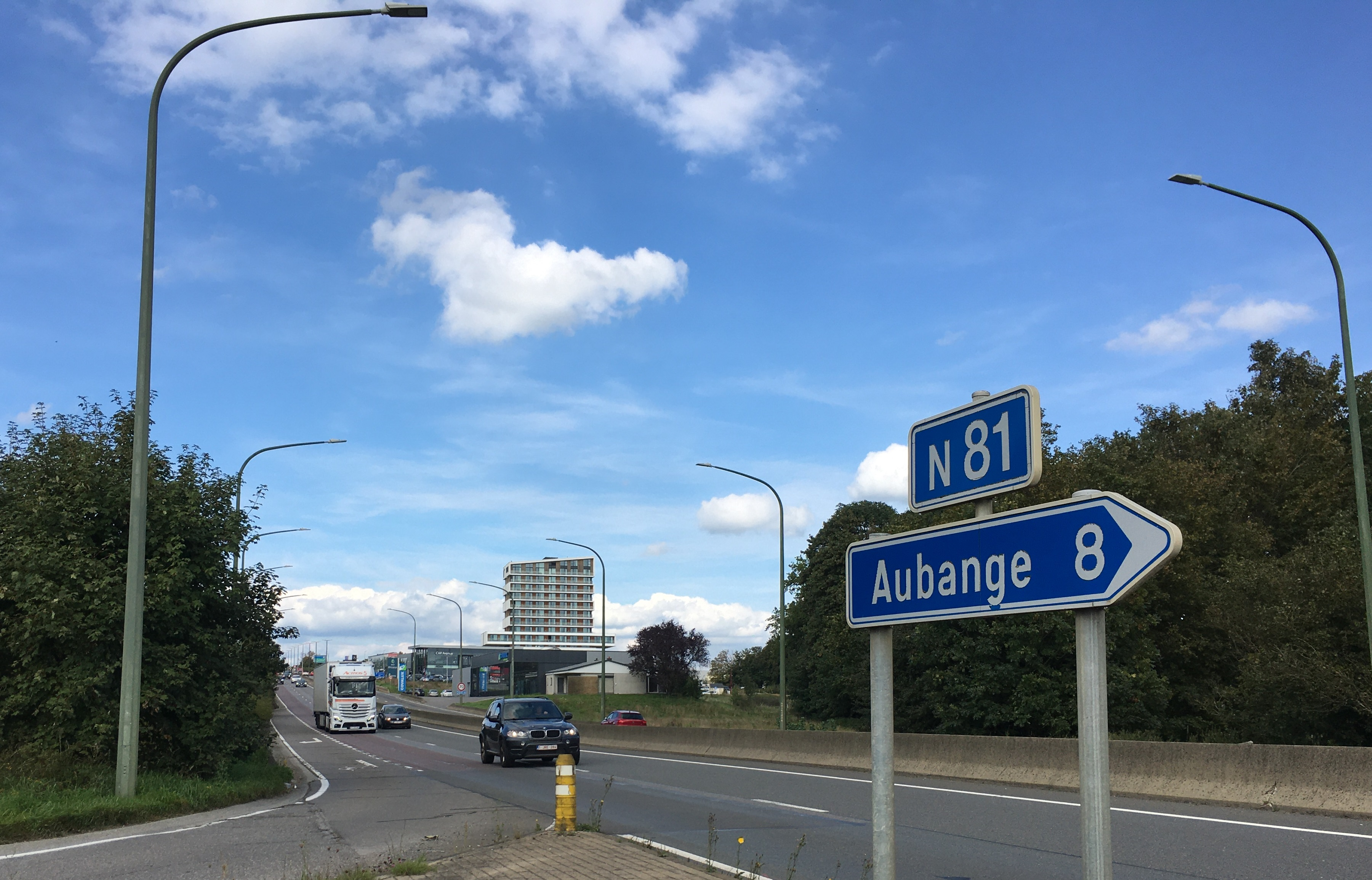
Entrée de la nationale 81 depuis Sesselich et Wolkrange vers Aubange.

Le tracé relie le carrefour dit de la Spëtz à Arlon, au croisement avec la route nationale 4, jusqu'au futur échangeur avec l'A28 à hauteur de Longeau.
|    | Dénomination                        | Destinations                           | BK   |
| -- | ----------------------------------- | -------------------------------------- | ---- |
|    | Carrefour de la Spëtz               |                                        | 0    |
| 32 | Échangeur de Weyler                 | E25 · E411                             | 2,7  |
|    | Rond-point d'Hondelange / Wolkrange | Rue Sainte-Croix et rue de la Chapelle | 4,5  |
|    | Rond-point de Buvange / Turpange    | Rue de la Vallée                       | 5,8  |
|    | Sortie Differt                      |                                        | 6,9  |
|    | Rond-point de Messancy              |                                        | 7,6  |
|    | Sortie Aubange / Messancy           |                                        | 10   |
| 2  | (futur) Échangeur de Longeau        | ( France)                              | 11,6 |

### Communes sur le parcours
- Région wallonne
  -  Province de Luxembourg
    - Arlon
    - Messancy
    - Aubange

## Statistiques de fréquentation

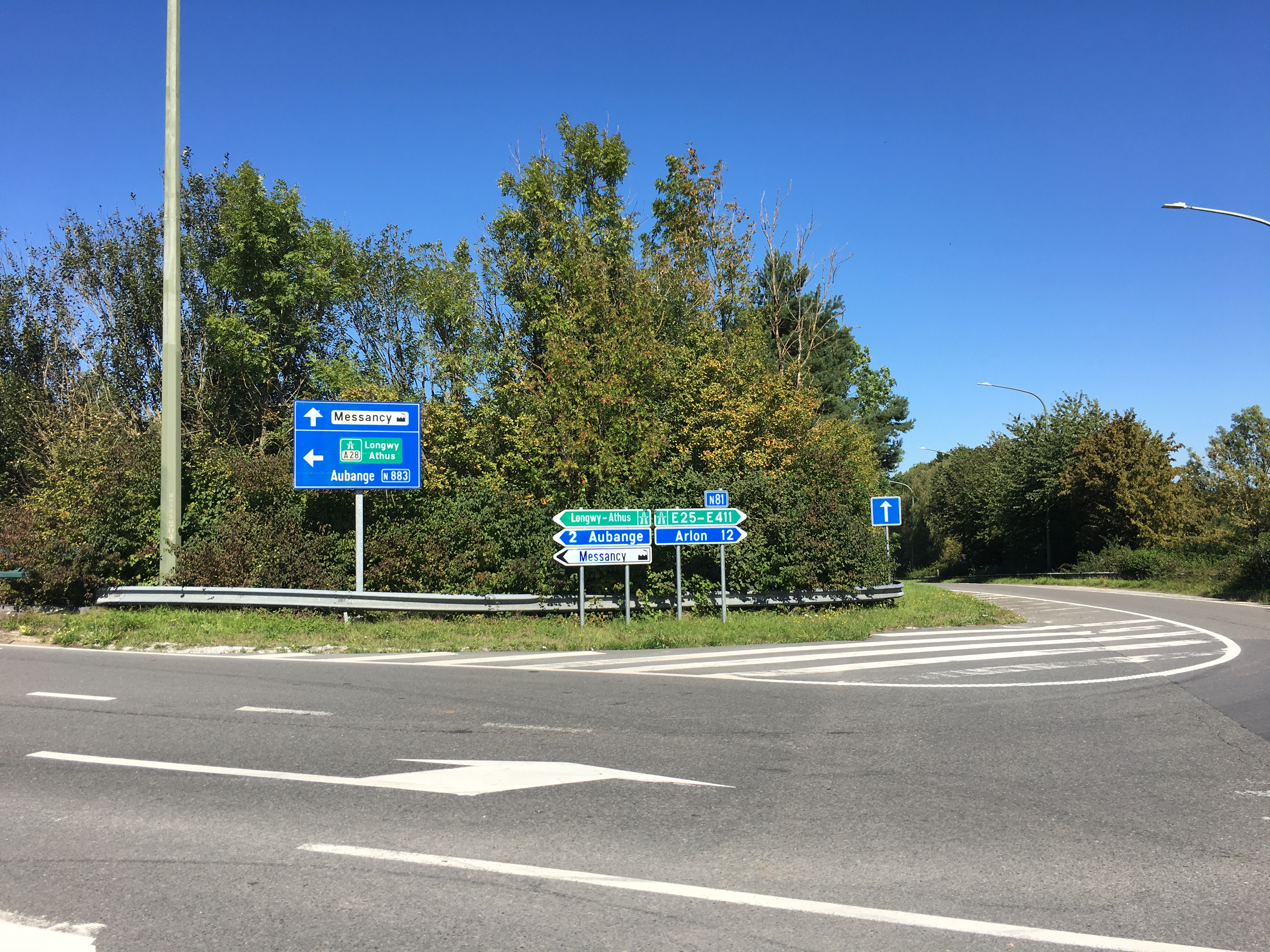
Le pont de la sortie Aubange / Messancy vers l'autoroute A28 ou la route nationale 883.

Dans l'attente de l'achèvement de l'autoroute A28, la nationale 81 fait office de connexion entre l'autoroute belge A4 et l'autoroute française A31 et est, dès lors, une portion de la route européenne 411. Cela engendre une importante surcharge de trafic qui lui fait dépasser sa capacité théorique de route nationale, particulièrement durant les heures de pointe au vu de sa proximité avec le Luxembourg et de sa desserte de l'agglomération transfrontalière du pôle européen de développement, qui compte environ 150 000 habitants.
| BK  | Début       | Fin      | Trafic moyen journalier (6h–22h, en milliers), | Trafic moyen journalier (6h–22h, en milliers), | Trafic moyen journalier (6h–22h, en milliers), | Trafic moyen journalier (6h–22h, en milliers), | Trafic moyen journalier (6h–22h, en milliers), | Trafic moyen journalier (6h–22h, en milliers), | Trafic moyen journalier (6h–22h, en milliers), |
| BK  | Début       | Fin      | 1985                                           | 1990                                           | 1995                                           | 2000                                           | 2005                                           | 2010                                           | 2015                                           |
| --- | ----------- | -------- | ---------------------------------------------- | ---------------------------------------------- | ---------------------------------------------- | ---------------------------------------------- | ---------------------------------------------- | ---------------------------------------------- | ---------------------------------------------- |
| 5,1 | – 32 Weyler | Messancy | 11,0                                           | 17,1                                           | 21,0                                           | 22,0                                           | 24,9                                           | –                                              | –                                              |
| 7,7 | Messancy    | Aubange  | 11,5                                           | 16,5                                           | 21,0                                           | 23,7                                           | 26,7                                           | 27,6                                           | –                                              |